# Karl-Dieter Bünting
Karl-Dieter Bünting (* 5. Juli 1939 in Witzenhausen; † 14. Dezember 2020) war ein deutscher Sprachwissenschaftler und Hochschullehrer.

## Leben und Werk
Bünting erwarb sein Abitur 1958 in Bad Sooden-Allendorf. Er studierte Germanistik, Anglistik und Philosophie in Marburg, Wien, Göttingen und Bonn. In den Jahren 1960 und 1961 absolvierte er ein Studienjahr am Bowdoin College in Maine (USA). In diesem Umfeld arbeitete er im Sommer 1961 für drei Monate als studentische Hilfskraft am MIT in einem Projekt zur maschinellen Sprachübersetzung. Hier erwarb sich Bünting Kenntnisse in moderner Linguistik und Computerlinguistik, die seinen Berufsweg als Sprachwissenschaftler entscheidend prägen sollten. 1964 erwarb er sein Staatsexamen in Marburg. Von 1964 bis 1968 arbeitete Bünting als wissenschaftlicher Mitarbeiter am Institut für Phonetik und Kommunikationsforschung der Universität Bonn. 1968 promovierte er dort mit der Arbeit „Morphologische Strukturen deutscher Wörter. Ein Problem der linguistischen Datenverarbeitung“. Von 1968 bis 1972 wirkte Bünting als wissenschaftlicher Mitarbeiter am Lehrstuhl für Linguistik der Technischen Universität Berlin. Er habilitierte sich dort mit dem Werk „Einführung in die Linguistik“. Dieses Werk war die erste Einführung in dieses Fachgebiet, die in Deutschland erschienen war. 1971 wurde er zum Wissenschaftlichen Rat und zum Professor ernannt. 1972 wurde er als Gründer an die Gesamthochschule Essen auf den neu geschaffenen Lehrstuhl für Linguistik der deutschen Sprache berufen. Diesen Lehrstuhl bekleidete er bis zu seiner Emeritierung im Jahr 2004. Er war in seiner Essener Zeit mehrfach Dekan und Prodekan des Fachbereich  Literatur und Sprachwissenschaft mit den Fächern Germanistik und Anglistik und auch für die auf seine Initiative neu eingeführten Lehrgebiete Kommunikationswissenschaft und Turkistik. Von Mitte der 1970er bis Ende der 1980er Jahre hatte Bünting auch einen Lehrauftrag an der Ruhr-Universität Bochum.

## Veröffentlichungen und Kooperationen
Bünting veröffentlichte zahlreiche Ratgeber wie „Schreiben im Studium“, Sach- und Wörterbücher sowie Grammatiken zur deutschen Sprache. Er hat als Autor und Herausgeber von Schulbüchern und Arbeitsheften zur deutschen Sprache für Grund-, Haupt-, Real- und Berufsschulen wie auch für Gymnasien gewirkt. Er hat mitgewirkt an Deutsch-Lehrwerken für russische und polnische Studierende. Viele der Werke zur deutschen Sprache wurden nicht über den Buchhandel, sondern über Discounter vertrieben.
Er hat internationale wissenschaftliche Kooperationen wie mit der Ain-Shams Kairo, mit der Universität Warschau, mit der Polnischen Akademie der Wissenschaften, mit der Kant Universität Kaliningrad sowie mit Universitäten in China ins Leben gerufen. Er konnte für einige dieser Projekte Unterstützungen aus dem Stifterverband für die Deutsche Wissenschaft einwerben.

## Auszeichnungen
Bünting war Ehrenprofessor der Beijing International Studies University in Peking und der Chinesischen Universität für Bergbau und Technologie in Xushou (China). Er ist der erste Empfänger der Ehrenstatuette des Verbandes Polnischer Germanisten. Bünting erhielt 2004 die Ehrendoktorwürde der Universität Kaliningrad.

## Veröffentlichungen (Auswahl)
- Morphologische Strukturen deutscher Wörter. Buske, Hamburg 1970, ISBN 3-87118-030-0 (= Dissertation Universität Bonn).
- Einführung in die Linguistik. Athenäum-Verlag, Frankfurt/M. 1971 (15. Aufl. Beltz-Athenäum Verlag, Weinheim 1996, ISBN 3-89547-088-0).
- (mit Detlef C. Kochan): Linguistik und Deutschunterricht. Scriptor-Verlag, Kronberg/Ts. 1973, ISBN 3-589-00009-0.
- (mit Wolfgang Eichler): Deutsche Grammatik. Form, Leistung und Gebrauch der Gegenwartssprache. Scriptor-Verlag, Kronberg/Ts. 1976, ISBN 3-589-20501-6. (5. Aufl. Beltz Athenäum, Weinheim 1994, ISBN 3-89547-053-8).
- (mit Wolfgang Eichler): Schulgrammatik der deutschen Gegenwartssprache. Schroedel, Hannover 1978, ISBN 3-507-54034-7.
- (mit Henning Bergenholtz): Einführung in die Syntax. Grundbegriffe zum Lesen einer Grammatik. Athenäum, Königstein/Ts. 1979, ISBN 3-7610-2139-9 (3. Aufl. 1995, ISBN 3-89547-065-1).
- (mit Wolfgang Eichler): ABC der deutschen Grammatik. Athenäum, Königstein/Ts. 1982, ISBN 3-7610-8246-0 (7. überarb. Aufl. u.d.T: Grammatiklexikon. Kompaktwissen für Schule, Ausbildung und Beruf. Cornelsen Scriptor, Berlin 2006, ISBN 3-589-22367-7).
- Das richtige Wort. Wörterbuch sinnverwandter Wörter. Mit Anhang, Abkürzungen, und was sie bedeuten. Lingen, Köln 1990.
- (Mitautor): Schreiben im Studium. Ein Trainingsprogramm. Cornelsen Scriptor, Berlin 1996, ISBN 3-589-20997-6 (5. Aufl. 2006, ISBN 3-589-22398-7).
- (mit Wolfgang Eichler u. Ulrike Pospiech): Handbuch der deutschen Rechtsschreibung. Cornelsen Scriptor, Berlin 2000, ISBN 3-589-21350-7.
- Grammatische Fallen vermeiden. Cornelsen Scriptor, Berlin 2001, ISBN 3-589-21537-2.
- Timo und der Tanz der Buchstaben. Eine Geschichte über die Schrift. Deutscher Taschenbuch-Verlag, München 2005, ISBN 3-423-62225-3.
- Grammatik. Alles, was GrundschullehrerInnen wissen müssen. Verlag an der Ruhr, Mülheim an der Ruhr 2012, ISBN 978-3-8346-0865-9.